# Balama (distrito)
Balama é um distrito da província de Cabo Delgado, em Moçambique, com sede na vila de Balama. Tem limite a oeste com os distritos de Marrupa e Nipepe da província do Niassa, a sul com o distrito de Lalaua da província de Nampula, a este com o distrito de Namuno e a este e norte com o distrito de Montepuez. 

## Demografia
De acordo com os resultados preliminares do Censo de 2017, o distrito tem 180 957 habitantes numa área de 5 619km², o que resulta numa densidade populacional de 32,2 habitantes por km². A população registada no último censo representa um aumento de 69% em relação aos 124 100 habitantes contabilizados no Censo de 2007.
| 1997   | 2007    | 2017    |
| 98 653 | 124 100 | 180 957 |

O distrito é habitado maioritariamente pelo grupo étnico Macua, cuja língua era materna de 93% da população em 2007. A religião dominante é a muçulmana.

## História
O topónimo deriva do nome de uma montanha, Mpharama, que se localiza a 2kms da vila de Balama.
O distrito foi criado em 25 de Junho de 1986, no seguimento de uma reorganização administrativa. Anteriormente fazia parte do distrito de Namuno.
A administração colonial da área do actual distrito teve início em 1899 quando a Companhia do Niassa, concessionária do território entre os rios Rovuma e Lúrio, criou o Concelho do Mêdo. A região foi palco de combates entre as forças portuguesas e alemãs durante a Primeira Guerra Mundial. Com a reversão da concessão para o Estado português em 1929, o concelho do Mêdo transformou-se na Circunscrição de Montepuez e Balama num dos seus postos administrativos. Em 1969, Balama continuava como posto administrativo, mas agora da recém-criada Circunscrição de Namuno, a qual passou a distrito depois da independência nacional.
O distrito de Balama sofreu os efeitos da insurreição que tem vitimado a província desde Outubro de 2017. Apesar do número de ataques ter sido muito reduzido, o distrito recebeu milhares de refugiados de outras regiões e a insegurança perturbou a exploração mineira que é o principal activo económico do distrito.

## Divisão administrativa
O distrito está dividido em quatro postos administrativos: Balama, Impiiri, Kuékué, e Mavala, compostos pelas seguintes localidades:
- Posto Administrativo de Balama:
  - Balama
  - Muripa, e
  - Ntete
- Posto Administrativo de Impiiri:
  - Namara, e
  - Savaca
- Posto Administrativo de Kuékué:
  - Jamira, e
  - Tauane
- Posto Administrativo de Mavala:
  - Mavala, e
  - Mpaka

De notar que a vila de Balama, foi elevada à categoria de município em 2022.

## Infraestrutura
O distrito não está bem servido em termos de acessibilidade, estando dependente de Montepuez para serviços de transporte. No entanto, esta situação melhorou com a asfaltagem da principal rodovia do distrito, a estrada N14 que liga Montepuez à província do Niassa, em 2021.
Em termos de infraestruturas sociais, na educação o distrito dispunha, em 2021, de 62 escolas primárias com 26629 alunos matriculados e 575 professores; e uma escola secundária com 2331 alunos e 41 professores. Em 2018 foi inaugurada uma escola profissional, o Instituto Agrário de Balama. Quanto à saúde, em 2021 não existia um hospital no distrito, estando a cobertura sanitária a cargo de oito centros de saúde.

## Economia
A actividade económica mais importante do distrito é a mineração de grafite. Estima-se que o depósito do mineral no distrito se eleve a mais de 115,9 milhões de toneladas. O contrato de exploração deste depósito pela companhia mineira australiana Syrah Resources foi assinado em 2018. A grafite, cuja produção atingiu 163 000 toneladas em 2022, é transportada pela via rodoviária para o porto de Pemba, de onde é exportada. A produção mineira tem sido constrangida tanto por questões laborais como por acções armadas decorrentes da insurreição que assola a província. Numa nota histórica, a grafite foi documentada pela primeira vez em Balama em 1893 pelo geólogo John Furman, ao serviço da Companhia do Niassa.
A agricultura é a actividade económica que ocupa a maioria da população dominante no distrito, envolvendo a quase totalidade da população (95%), em 2007, antes do início da mineração, a qual teve um impacto na nessa percentagem. A maior parte da produção agrícola é de sequeiro para auto-sustento, sendo as culturas dominantes o milho, mapira, feijão e mandioca.